# Reserved forest

Une Reserved forest (littéralement depuis l'anglais, « forêt réservée » ou R.F.) est une zone protégée en Inde. Elles sont inscrites à la Catégorie IV de la CMAP. Ce sont des terres boisées où d'exploitation forestière, aux frontières bien déterminée, et où la chasse, le pâturage et d'autres activités sont admises dans le cadre du Développement durable aux membres de certaines communautés. L'autorisation pour ces activités doit être explicitement demandée.
Ainsi, en général, les Reserved Forest bénéficient d'un degré plus élevé de protection que les Protected Forest mais moins qu'une Wildlife sanctuary.

## Statut
Il existe de nombreux sous-statuts différent pour les reserved forests, par exemple les reserved forests d'état (R.F.) et celles locales (D.C.R.F. pour district circle reserved forest, circle signifiant que les forêts qui composent l'aire ne se jouxtent pas forcément). La création d'une reserved forests est décidée par le fonctionnaire de l’Indian Forest Service responsable du district concerné. Ce fonctionnaire effectue une Enquête publique et si personne ne réclame les terres muni de preuve de possession, la notification de classement est prise. Dans le cas contraire, ce fonctionnaire a la possibilité d'acquérir ces terres et il peut négocié avec le propriétaire des droits passage, de pâturage, de  glanage en vertu de la loi Land Acquisition Act de 1894. Le classement se fait selon les dispositions de l'article 20 de la loi de 1927.

## Histoire
Les reserved forests sont créées par les britanniques à la suite de l'adoption du Indian Forest Act en 1927. Une nouvelle loi a été adoptée par le gouvernement indien en 1978. Le classement d'une zone en reserved forest doit suivre les dispositions de l'article 3 à 20 de la loi de 1927.